# Вранковец
Вранковец је насељено место у општини Свети Криж Зачретје, Крапинско-загорска жупанија, Хрватска.

## Историја
До територијалне реорганизације у Хрватској био је у саставу старе општине Забок.

## Становништво
У попису становништва из 2011. године, Вранковец је имао 239 становника.
| Број становника према пописима | Број становника према пописима | Број становника према пописима | Број становника према пописима | Број становника према пописима | Број становника према пописима | Број становника према пописима | Број становника према пописима | Број становника према пописима | Број становника према пописима | Број становника према пописима | Број становника према пописима | Број становника према пописима | Број становника према пописима | Број становника према пописима | Број становника према пописима |
| ------------------------------ | ------------------------------ | ------------------------------ | ------------------------------ | ------------------------------ | ------------------------------ | ------------------------------ | ------------------------------ | ------------------------------ | ------------------------------ | ------------------------------ | ------------------------------ | ------------------------------ | ------------------------------ | ------------------------------ | ------------------------------ |
| 1857                           | 1869                           | 1880                           | 1890                           | 1900                           | 1910                           | 1921                           | 1931                           | 1948                           | 1953                           | 1961                           | 1971                           | 1981                           | 1991                           | 2001                           | 2011                           |
| 200                            | 196                            | 218                            | 215                            | 235                            | 264                            | 262                            | 282                            | 333                            | 325                            | 298                            | 267                            | 262                            | 267                            | 267                            | 239                            |

### Попис1991.
У попису становништва из 1991. године, Вранковец је имао 267 становника, следећег националног састава:
| Попис 1991.‍  | Попис 1991.‍  | Попис 1991.‍ | Попис 1991.‍ | Попис 1991.‍ |
| ------------ | ------------ | ----------- | ----------- | ----------- |
|              |              |             |             |             |
| Хрвати       | Хрвати       |             | 257         | 96,25%      |
| Словенци     | Словенци     |             | 3           | 1,12%       |
| Мађари       | Мађари       |             | 1           | 0,37%       |
| Срби         | Срби         |             | 1           | 0,37%       |
| регион. опр. | регион. опр. |             | 1           | 0,37%       |
| непознато    | непознато    |             | 4           | 1,49%       |
| укупно: 267  |              |             |             |             |